# Bataille de Goldberg
Pour les articles homonymes, voir Goldberg.
Sixième Coalition
Batailles
Campagne de Russie (1812)
- Liste des batailles
- Mir
- Moguilev
- Ostrovno
- Vitebsk
- Kliastitsy
- Smolensk
- 1re Polotsk
- Valoutina Gora
- Moskova
- Moscou
- Winkowo
- 2e Polotsk
- Maloïaroslavets
- Gorodnia
- Czaśniki
- Viazma
- Smoliani
- Krasnoï
- Bérézina

Campagne d'Allemagne (1813)
- Dantzig
- Lunebourg
- Möckern
- Lützen
- Bautzen
- Reichenbach
- Haynau
- Luckau
- Hoyerswerda
- Lauenbourg
- Goldberg
- Gross Beeren
- Katzbach
- Dresde
- Kulm
- Dennewitz
- Peterswalde
- Liebertwolkwitz
- Leipzig
- Hanau
- Sehested
- Torgau
- Hambourg

Campagne de France (1814)
- Sainte-Croix-en-Plaine
- Besançon
- Mayence
- Metz
- Saint-Avold
- 1re Saint-Dizier
- Brienne
- La Rothière
- Campagne des Six-Jours (Champaubert
- Montmirail
- Château-Thierry
- Vauchamps)
- Mormant
- Montereau
- Bar-sur-Aube
- Saint-Julien
- Laubressel
- Berry-au-Bac
- Craonne
- Coutures
- Laon
- Soissons
- Mâcon
- Reims
- Saint-Georges-de-Reneins
- Limonest
- Arcis-sur-Aube
- Fère-Champenoise
- 2e Saint-Dizier
- Meaux
- Claye
- Villeparisis
- Paris

- Feistritz
- Caldiero (en)
- Trieste
- Mincio

- Hoogstraten (de)
- Anvers
- Berg-op-Zoom
- Courtrai

La bataille de Goldberg est un combat qui eut lieu, le 23 août 1813 devant Złotoryja, en Basse-Silésie.

## Déroulement
Le général Lauriston y était à la tête des 5e et 11e corps. Il avait devant lui les Russes qui couvraient la position du Flensberg, et les Prussiens qui s’étendaient à droite, sur la route de Liegnitz. Au moment où le général Gérard débouchait par la gauche sur Niederau, une colonne de vingt-cinq mille Prussiens y parut. Il la fit attaquer au milieu des baraques de l’ancien camp et elle fut enfoncée de toutes parts. Plusieurs charges de cavalerie tentées par les Prussiens furent repoussées à bout portant. Ceux-ci furent chassés de toutes leurs positions et laissèrent près de cinq mille morts, des prisonniers, etc.
Sur le champ de bataille à la droite, le Flensberg fut pris et repris plusieurs fois jusqu’à ce que le 135e régiment s’élance sur l’ennemi et le culbute entièrement, lui occasionnant mille morts et quatre mille blessés. Le général Martial Vachot fait partie des morts français.

## Source
- Philippe Le Bas, France. Dictionnaire encyclopédique, t. 9, Paris, Didot, 1843, p. 6.
- Alain Pigeard, Dictionnaire des batailles de Napoléon, Tallandier, 2004 (ISBN 2-84734-073-4)